# Bridgwater and Taunton Canal

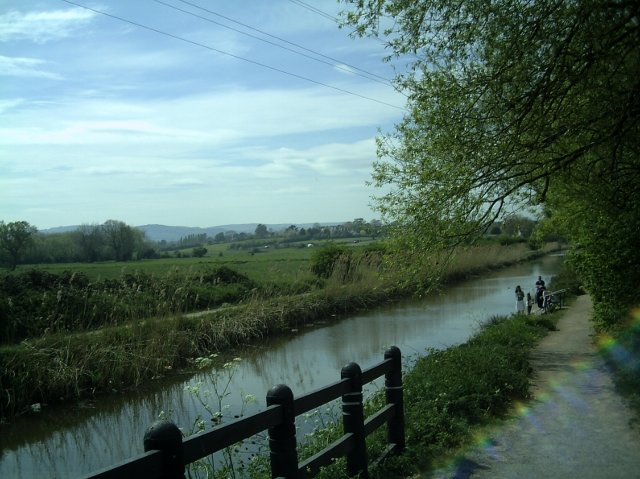
Nad kanałem w Bridgwater

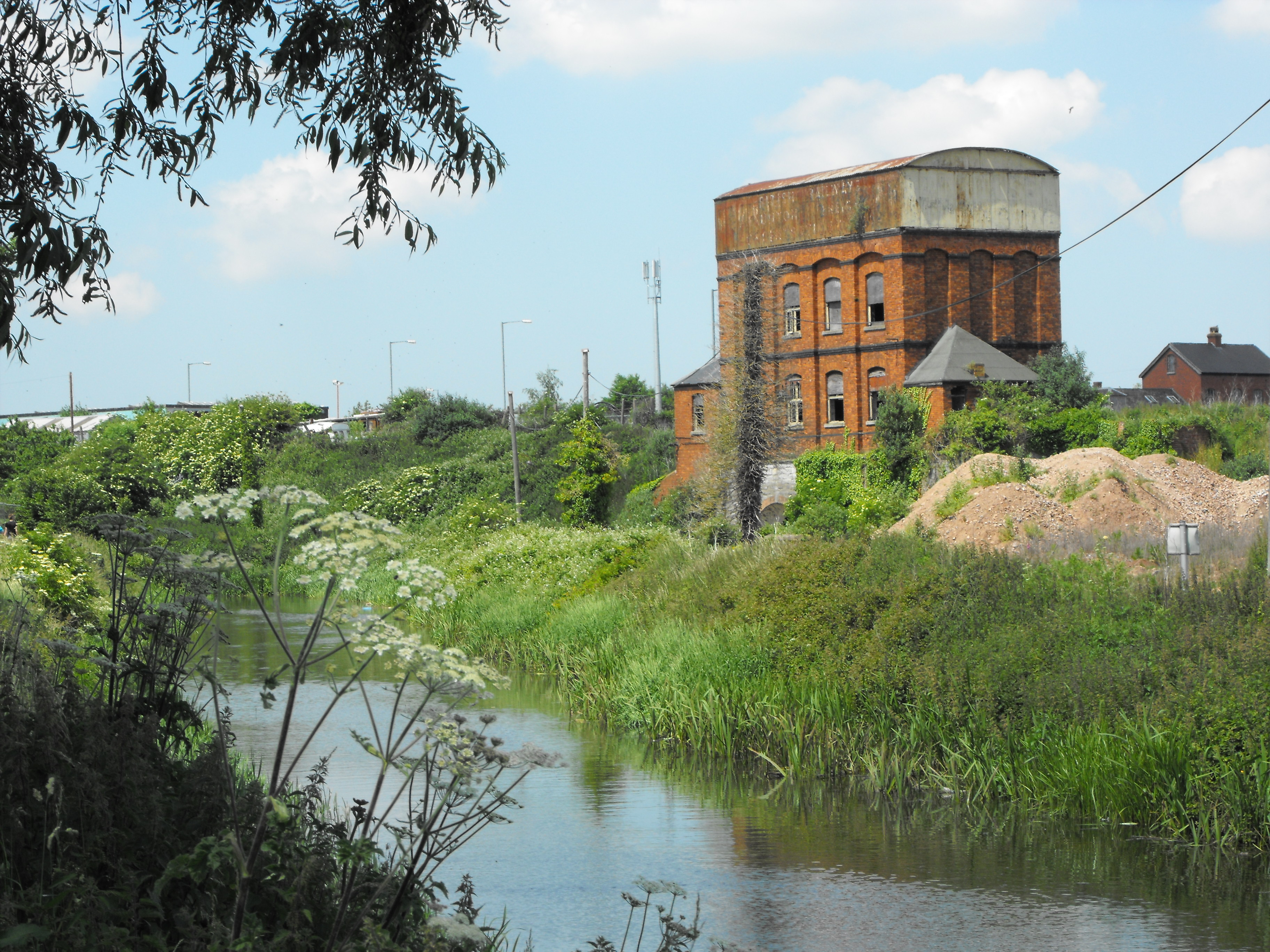
Zakończenie kanału w Taunton

Bridgwater and Taunton Canal – kanał w południowo-zachodniej Anglii na równinie Somerset Levels w hrabstwie Somerset. Łączy rzeki Parrett i Tone, między miastami Taunton i Bridgwater. Wybudowany w latach 20. XIX wieku. Całkowita długość - 23,3 km. Obecnie używany do celów rekreacyjnych.

## Historia
Ideą kanału było połączenie Kanału Bristolskiego z kanałem La Manche drogą wodną i zapewnienie taniego transportu towarów przemysłowych (m.in. węgla) w głąb hrabstwa Somerset. Kanał wybudowano w latach dwudziestych XIX w. a otwarto w roku 1827. Głównym inżynierem był James Hollinsworth. Początkowo kończył się on w Huntworth a dopiero w roku 1837 uzyskano zezwolenie na jego przedłużenie kanału do Bridgwater i zbudowania odpływu do rzeki Parrett. W roku 1866 sprzedano go spółce Bristol and Exeter Railway za 64 000 GBP. Ostatecznie stał się własnością spółki Great Western Railway, która niewiele zrobiła aby podtrzymać jego funkcjonowanie jako arterii wodnej. Podczas II wojny światowej kanał był elementem linii strategicznej – służył ochronie strategicznych doków. Usunięto wszystkie żelazne mosty i zastąpiono je drewnianymi. Po wojnie kanał przeszedł na własność British Transport Commission (Brytyjska Komisja Transportu) a następnie – po piętnastu latach – spółki British Waterways.

## Stan obecny
Po II wojnie światowej odbudowano mosty, choć kanał nie odegrał większej roli jako arteria. Obecnie wykorzystywany jest w celach turystycznych. Ruch kajakowy kontroluje lokalny oddział YMCA, w Taunton znajduje się mała przystań. Wzdłuż kanału przebiega krajowy turystyczny szlak rowerowy nr 3.